# Gambit Esports
Gambit Esports (колишня назва — Gambit Gaming) — європейська організація, що займається кіберспортом, та розташовується у Великій Британії. Вона була створена в січні 2013 року після придбання команди «Moscow Five». Раніше організація мала склад, який конкурував з кращими коллективами світу у LoL Championship Series. Gambit в даний час має представництва у Counter-Strike: Global Offensive, Dota 2 і League of Legends. Організація також спонсорує гравця у FIFA 17, Андрія «Timon» Гурева.

## Склади

### Counter-Strike: Global Offensive
| Нікнейм | Прізвище та Ім'я  | Дата приєднання |
| ------- | ----------------- | --------------- |
| Dosia   | Михайло Столяров  | 8 січня 2016    |
| AdreN   | Таурен Кістаубаев | 8 січня 2016    |
| mou     | Рустем Телепов    | 8 січня 2016    |
| seized  | Денис Костін      | 6 лютого 2018   |
| HObbit  | Абай Хасенов      | 12 жовтня 2016  |

#### League of Legends
| Нікнейм     | Прізвище та Ім'я   | Роль     |
| ----------- | ------------------ | -------- |
| PvPStejos   | Олександр Глазьков | Top      |
| Diamondprox | Даніл Решетніков   | Jungle   |
| Kira        | Михайло Гармаш     | Mid      |
| Blasting    | Даніель Кудрін     | AD Carry |
| Edward      | Едвард Абгарян     | Support  |

## Counter-Strike: Global Offensive
8 січня 2016 року Gambit придбав склад CS: GO, що складається з колишніх гравців HellRaisers. Гравцями були Михайло «Dosia» Столяров, Даурен «AdreN» Кистаубаєв, Рустем «Mou» Телепов, Дмитро «Hooch» Богданов, Ян «wayLander» Рахконен. Gambit отримав запрошення на MLG Columbus 2016, перемігши у фіналі кваліфікації Renegades і Cloud9. Gambit оголосив про припинення контракту «wayLander» 18 квітня 2016 року і офіційно підписав Івана «spaze» Обрежана 19 квітня 2016 року. Команда вилучила «spaze» з активного реєстру 24 вересня 2016 року і використовувала Еміля «Kucher» Ахундова доки шукала нового гравця. Дмитро «Hooch» Богданов був вилучений з команди 2 жовтня 2016 року. Данилj «Zeus» Тесленко і Абай «HObbit» Хасенов приєдналися до Gambit 12 жовтня, останній став шестимісячною орендою у казахстанської команди «Tengri». Gambit виграв Acer Predator Masters 3 після перемоги над командою Kinguin у фіналі.
23 липня 2017 року склад Gambit переміг Immortals 2-1 у грандіозному фіналі майстер-класу PGL 2017 у Кракові, ставши першою командою із СНД, яка виграла Чемпіонат світу CS: GO.
9 серпня Zeus покинув команду, щоб приєднатися до Natus Vincere.

## Здобутки команди

### 2016
- 1 місце CIS Minor Championship — Columbus 2016[6]
- 1 місце Adrenaline Cyber League[7]
- 1 місце Acer Predator Masters Season 3[8]
- 1 місце DreamHack Winter 2016

### 2017
- 5–8 місце ELEAGUE Major 2017[9]
- 2 місце cs_summit Spring 2017[10]
- 1 місце DreamHack Open Austin 2017[11]
- 1 місце PGL Major 2017[12]
- 3-4 місце DreamHack Masters Malmö 2017[13]
- 1 місце Asus ROG Masters 2017 Grand Finals[14]

## League of Legends

### Формування Gambit.CIS
12 січня 2016 року Gambit повернувся на сцену «Ліга легенд» після придбання місця в новоствореній серії претендентів LCL. Команда зареєструвала себе як Gambit.CIS і випустила новий реєстр, що складається з Fomko, LeX, Archie, BloodFenix та FatoNN.

### 2016 сезон
Граючи в серії претендентів, Гамбіт отримав кваліфікацію для промоутерського турніру, де вони перемогли Team Differential 3-0 і здобули місце на League of Legends Continental League (LCL). Потім команда завершила шоста частина в літньому спліті LCL 2016 року з показником 6-8.

### 2017 сезон

#### Весна LCL
Для літнього спліту 2017 року LCL, Gambit змінили ростер. В новий склад увійшли з FIRees, Diamondprox (який раніше грав у Gambit Gaming в EU LCS), zoiren, Nikstar і Xavieles. Гамбіт закінчив на шостому місці з рахунком 6-8.

#### Літо LCL
5 червня 2017 року Gambit оголосив про новий ростер, замінивши всіх своїх попередніх гравців, крім Diamondprox. PvPstejos та Kira приєдналися після того, як вийшли з команди M19 (попередня команда), Blasting приєднався після виходу, після чого EDward возз'єднався з Gambit після виходу з Vega Squadron. Команда продовжувала претендувати на Чемпіонат світу після закінчення 1-го туру групового етапу та плей-офф літнього розколу LCL в 2017 році, перемігши в фіналі М19.